# Kroksjön (Norra Vånga socken, Västergötland)
Kroksjön är en sjö i Vara kommun i Västergötland och ingår i Göta älvs huvudavrinningsområde. Sjön har en area på 0,0484 kvadratkilometer och ligger 116 meter över havet. Sjön ligger i norra utkanten av Store Mosse och i söder ligger Ullstorpasjön. Sjön omges av skog- och myrmosaik, och en torvtäkt  ligger söder om sjön. Strax norr om sjön ligger den den mindre sjön Oxögat.

## Delavrinningsområde
Kroksjön ingår i det delavrinningsområde (646462-134785) som SMHI kallar för Namn saknas. Medelhöjden är 113 meter över havet och ytan är 73,2 kvadratkilometer. Det finns inga avrinningsområden uppströms utan avrinningsområdet är högsta punkten. Jungån (Glättestorpsbäcken) som avvattnar avrinningsområdet har biflödesordning 4, vilket innebär att vattnet flödar genom totalt 4 vattendrag innan det når havet efter 235 kilometer. Avrinningsområdet består mestadels av skog (45 procent) och jordbruk (41 procent). Avrinningsområdet har 0,34 kvadratkilometer vattenytor vilket ger det en sjöprocent på 0,5 procent. Bebyggelsen i området täcker en yta av 0,4 kvadratkilometer eller 1 procent av avrinningsområdet.